# Reigersbos (straat)

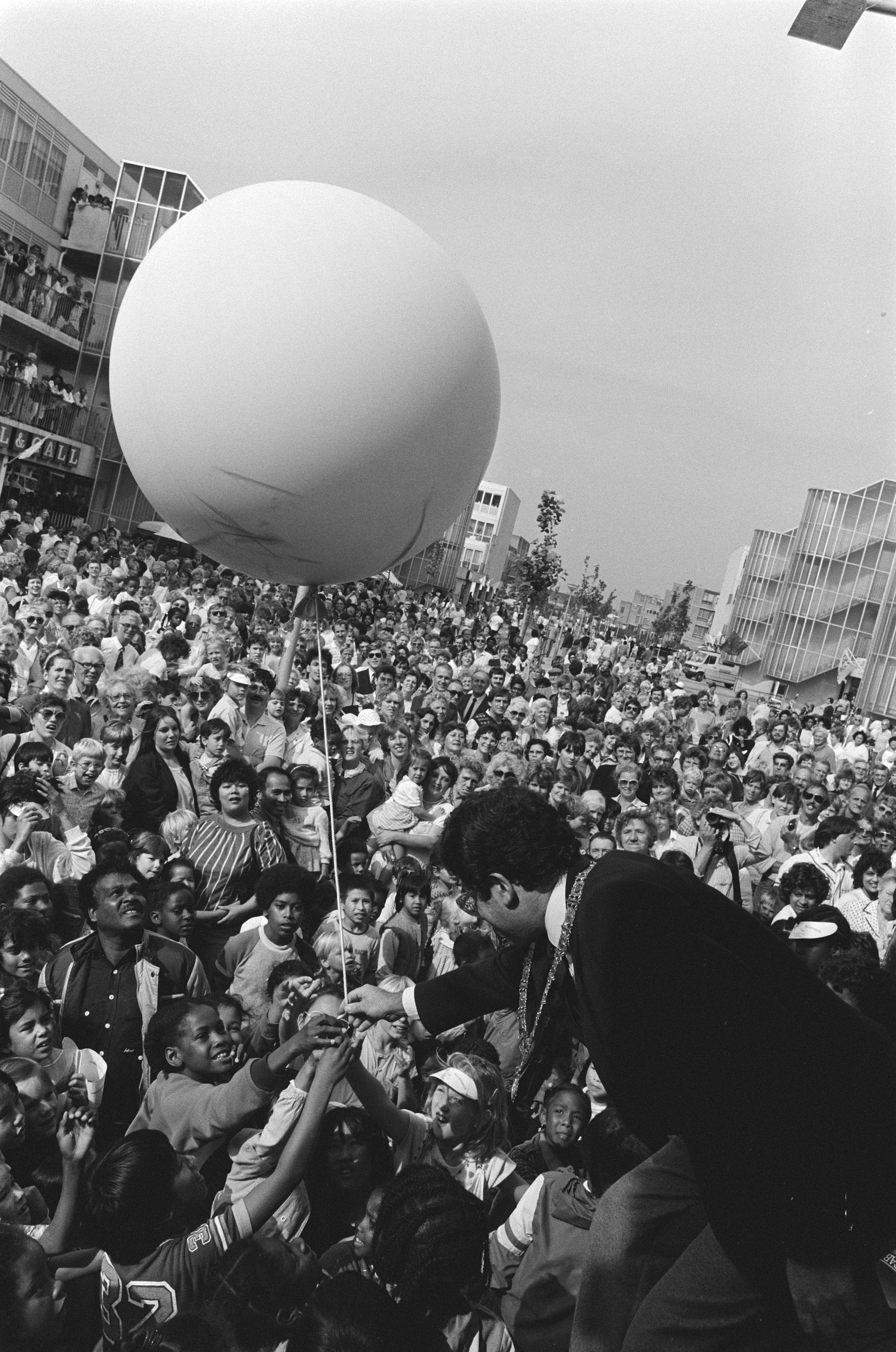
Officiële opening winkelcentrum door burgemeester van Thijn in 1985

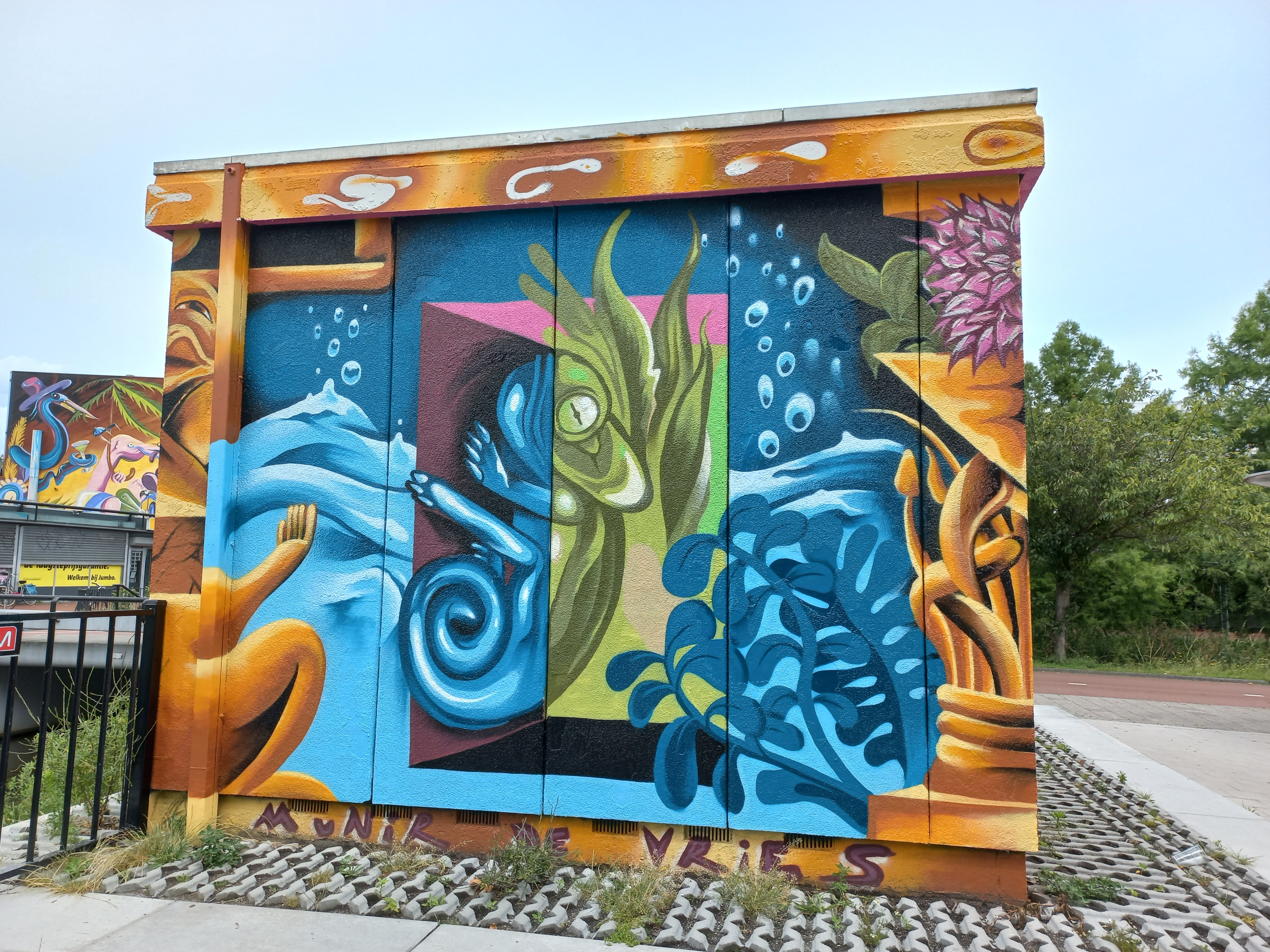
Beschilderd transformatorhuis (juni 2022)

Reigersbos is een straat in Amsterdam-Zuidoost.

## Geschiedenis en ligging
De straat kreeg haar naam per raadsbesluit van 8 oktober 1980. Het werd vernoemd naar een boerderij aan de Abcouderstraatweg bij de Zwetskade, deze boerderij was weer vernoemd naar het Reyghersbosch, een voormalig bosgebied dat in de middeleeuwen lag op de plaats van Reigersbos ten noorden van Abcoude. De straat is gelegen in de wijk Reigersbos, een van de nieuwe stadsgebieden in de jaren tachtig. De straat is een voortzetting van de Renswoudestraat, die vanuit het noorden komt en bij de kruising met het Ruiseveenpad een naamswijziging ondergaat. Vervolgens loopt Reigersbos naar de Snellerwaardgracht. Het gebied van Reigersbos de straat gaat dan verder op de oevers van de gracht, die eigenlijk dwars op de straat ligt. Ten zuiden van de gracht staan voornamelijk scholen.
Opvallend is dat de straat, alleen toegankelijk voor voetgangers en fietsers, omringd wordt door pleinen: Reewijkplein, Rossumplein, Renooiplein, Reigersbosachterom en aan de zuidpunt het plein met de scholen en het gezondheidscentrum Reigersbos. Op woensdag wordt aan het Reigersbos een markt gehouden. In de komende jaren zal het winkelcentrum, de woningen en omgeving worden verbeterd of vernieuwd en bestaan er plannen voor verdichting met het bijbouwen van woningen (gegevens 2022).

## Gebouwen
Het metrostation was al in 1975 in ruwbouw gereed en lag zeven jaar in het niemandsland. In de jaren 1980-1982 werd het aansluitend viaduct over de straat gebouwd. Op 27 augustus 1982 werd het metrostation geopend en alleen de casco's van de toekomstige kantoren waren al gereed. De verdere bouw begon in 1983. De straat werd toen alleen gebruikt voor passagiers van de metro uit de verder liggende al gereed zijnde woningen en voor de toegang naar het noodwinkelcentrum.       
De bebouwing van de straat is grotendeels van de hand van Cees Dam. Het zijn portiek- en terraswoningen met op de begane grond winkeleenheden. Het geheel aan winkels vormt het Winkelcentrum Reigersbos. Voor de oplevering medio 1984 was er in de Renswoudestraat ter hoogte van het plein waar nu de kerk de drie stromen staat een houten noodwinkelcentrum. Dams ontwerpen zijn herkenbaar aan de gekleurde puien, van beneden naar boven blauw, rood en geel, glazen omhulsels van de trappenhuizen, die uitpandig op een betonnen kolom rusten. Het steunen op de kolom was gekozen om de winkelgalerij te laten doorlopen. Dam had ook ter hoogte van de trappenhuizen op straat nog zithoekjes geprojecteerd, maar deze verdwenen bij de renovatie van het winkelcentrum rond 2002; ze waren veelal slachtoffer van vandalisme. Bij de renovatie veranderde de rooilijn van de winkels en werden de luifels vergroot. De trappenhuizen werden ingekort waarbij de toegang naar de zijkant werd verplaatst. Opvallend gebouw is een hoog kantoorgebouw dat boven de omgeving uitsteekt. Het heeft een poort waardoor de metro rijdt met aansluiting tot het metrostation Reigersbos; die metrolijn verdeelt de straat in tweeën. Na 2000 is het winkelcentrum aan de Renswoudestraat uitgebreid met nieuwbouw dat echter geen adres aan Reigersbos heeft. 
De geplande parkeergarage op het Renooiplein, dit in tegenstelling tot de parkeergarage op het Reeuwijkplein, is er nooit gekomen.

## Kunst
In de straat is een aantal vormen van kunst in de openbare ruimte aanwezig:
- Fredy E. Wubben ontwierp voor een scholencomplex in het zuiden een aantal poorten (1983), die de ingangen benadrukken
- Dagmar de Kok ontwierp voor ongeveer dezelfde plek een stoet aan fantasiedieren (2014)
- Munir de Vries zette in 2019 in de vorm van een muurschildering een huizenhoog kunstwerk
- in 2022 herhaalde hij dit met twee collegae op een transformatorhuisje.

1. ↑  wel voor laden en lossen en fietsers niet toegestaan tijdens markturen
2. ↑  https://www.amsterdam.nl/projecten/reigersbos/